# Julius Victor Carus
Julius Victor Carus ( Leipzig; 25 de julho de 1823 — Leipzig, 10 de março de 1903) foi um zoólogo e entomólogo que foi professor de anatomia comparada e director do instituto zoológico da Universidade de Leipzig (Leopoldina).

## Biografia
Em 1853, Carus assumiu as funções de professor de anatomia comparada e director do instituto zoológico na Universidade de Leipzig. Trabalhou com vários naturalistas, entre os quais Charles Darwin de que foi o tradutor de vários  escritos para língua alemã.
Em 1861 foi aceite na loja maçónica Minerva (Leipzig).

## Obras publicados
Entre outras, é autor das seguintes obras:
- 1849 : Zur nähern Kenntnis des Generationswechsels (Leipzig)
- 1853 : System der tierischen Morphologie
- 1854 : Über die Wertbestimmung zoologische Merkmale
- 1857 : Icones Zootomicae (dirigido por Julius Victor Carus, com contribuições de James Allman (1812-1898), Carl Gegenbaur (1826-1903), Th.H. Huxley, Albert Kölliker, Heinrich Ludwig Hermann Müller (1829-1883), M.S. Schultze, Carl Theodor Ernst von Siebold (1804-1885). (Wilhelm Engelmann, Leipzig)
- 1861 : Biblioteca zoológica. (Leipzig, 2 vols.)
- 1861 : Über die Leptocephaliden. (Wilhelm Engelmann, Leipzig)
- 1863-1875 : Handbuch der Zoologie, com Wilhelm Peters (1815-1883) e Carl Eduard Adolph Gerstaecker (1828-1895) (Leipzig)
- 1872 : Eine wissenschaftliche Biographie, de Alexander von Humboldt. (Leipzig, 3 vols.)
- 1872 : Geschichte der Zoologie, con Peter Müller (1801-1858) e Charles Darwin. (Münich)
- 1884 : Prodromus faunae mediterraneae. vol. 1, vol. 2

## Literatura
- Max Beier. Carus, Viktor. En: Neue Deutsche Biographie (NDB). Vol. 3, Duncker & Humblot, Berlin 1957, ISBN 3-428-00184-2, pp. 161 en línea